# Keel (gruppo musicale)
I Keel sono un gruppo heavy metal formatosi a Los Angeles nel 1983. La band nacque da un'idea di Ronnie Keel, uscente dal progetto degli Steeler, band dove in origine militò per un periodo anche il noto chitarrista Yngwie Malmsteen.

## Storia del gruppo

### Inizi
Ron Keel originariamente venne all'attenzione del pubblico nei primi anni 80 quando fondò gli Steeler, gruppo che vide tra le file dei suoi musicisti anche un giovane Yngwie Malmsteen ai suoi esordi. Dopo aver pubblicato con il gruppo un disco omonimo nel 1983, Ron decise di sciogliere la formazione per dare vita ad un nuovo progetto, che prenderà il nome di "Keel", trascinando con sé il batterista Bobby Marks, che già aveva fatto parte di una delle ultime formazioni della sua band precedente. La prima formazione dei Keel nacque a Boston, ed era composta dai chitarristi Marc Ferrari e David Michael-Phillips, Kenny Chaisson al basso e dal batterista Bobby Marks (ex Steeler e London). David Michael-Phillips (vero nome David Henzerling) proveniva dalla band The Schoolboys, che successivamente farà strada sotto il nome di Icon dopo la sua dipartita. Mentre Kenny Chaisson era fratello del bassista degli Steeler e Badlands Greg Chaisson. In questo primo periodo il gruppo incise le prime due demo dei brani "Lay Down The Law" e "Speed Demon". Questa prima incarnazione dei Keel suonò un solo show al Perkin's Palace (The Raymond Theater) di Pasadena, nell'aprile di quell'anno, davanti a 1500 persone. Nel backstage durante quell'evento erano presenti anche Tony Iommi e Geezer Butler dei Black Sabbath, Lita Ford e Carmine Appice. Appice ebbe modo di notare Michael-Phillips e lo reclutò dato che stava cercando dei nuovi musicisti per il suo nuovo progetto che prenderà il nome di King Kobra. Dopo solo un mese di vita, Ron Keel decise quindi di sciogliere la band poiché venne invitato dal produttore Spencer Proffer a partecipare ad un'audizione per entrare nei Black Sabbath. Realmente Ron Keel aveva registrato dei brani, originariamente composti dalla band canadese Kick Axe, per passare alla valutazione da parte dei Sabbath. Fu il produttore Spencer Proffer (che gestiva anche i Kick Axe e i Sabbath) ad invitare Ron a cantare questi brani, ma i veterani di Birmingham non furono soddisfatti della sua performance. Keel quindi non ebbe mai modo di partecipare ad un'audizione o registrare del materiale con il gruppo britannico, ed in seguito ammise che non fu arruolato poiché la band desiderava il ritorno di Ozzy Osbourne alla voce. Tuttavia il ruolo di cantante venne infine assegnato a David Donato, che durò pochi mesi, poi sostituito da Ray Gillen. Ron Keel amareggiato, decise quindi di riprendere il progetto Keel, riassemblando la vecchia formazione, mentre Michael-Phillips, che nel frattempo aveva raggiunto i King Kobra, venne sostituito da Bryan Jay.

### Il successo
Dopo aver trovato una formazione stabile, riuscirono a procurarsi un accordo con l'etichetta Shrapnel Records, con cui pubblicarono il debutto Lay Down the Law nello stesso 1984. Il disco attirò l'attenzione del noto bassista/cantante dei Kiss Gene Simmons, che divenne il loro mentore, e fece loro concludere un contratto con un'affiliata della A&M, la Gold Mountain Records. Dopo questo, il batterista Bobby Marks lasciò la band, e a sostituirlo temporaneamente successero diversi batteristi; prima Fred Coury (che un anno dopo entrerà nei London, e poi nei Cinderella); poi Barry Brandt degli Angel, e infine Steve Riley, ex Steppenwolf, e in futuro membro di W.A.S.P. e L.A. Guns. Riley iniziò a registrare il secondo album ma lasciò la formazione poco dopo per raggiungere i W.A.S.P. venendo sostituito nei Keel da Dwain Miller. Con questa formazione, che rimarrà invariata per circa quattro anni, i Keel pubblicarono l'album The Right to Rock, realizzato il 26 marzo 1985, che si affermò come uno tra i loro dischi di maggior successo. Venne prodotto da Gene Simmons, che compose anche qualche brano contenuto nel disco. Da questo album venne estratta la title track di cui venne girato un videoclip trasmesso du MTV che ottenne un discreto successo. Il singolo permise al gruppo di vincere il titolo di "best new band" dal giornale musicale Metal Edge nel 1986. Il disco conteneva anche la famosa cover dei Rolling Stones "Let's Spend the Night Together", e venne riproposta anche la traccia "Speed Demon", già contenuta nel debutto. Dopo essere stati assicurati alla MCA Records tramite Simmons, passarono alla pubblicazione del terzo album The Final Frontier il 30 aprile 1986, prodotto anche questa volta dal bassista dei Kiss e nel quale anche Ferrari iniziò a contribuire alle composizioni. Con questo lavoro il gruppo si spostò gradualmente su strade più commerciali, introducendo brani più assimilabili e varie power ballad. Esso infatti includeva il noto brano Because the Night, una reinterpretazione di Patti Smith scritta assieme a Bruce Springsteen. Il disco inoltre vedeva ospiti d'eccezione come Joan Jett (ex The Runaways), Gregg Giuffria (Angel, Giuffria, House of Lords), Jaime St. James (Black 'N Blue), Mitch Perry (ex Steeler, M.S.G. e Heaven) e Michael Des Barres (Silverhead). La band suonò poi al fianco dei Dio in Gran Bretagna e dei Krokus negli Stati Uniti. Nello stesso anno pubblicarono solo in Giappone l'EP/raccolta Tears of Fire per celebrare il successo del tour nel paese asiatico. Nel 1987 parteciparono alla colonna sonora del film Dudes (in italiano Dudes: Diciottenni Arrabbiati) diretto da Penelope Spheeris, con il brano "Rock N' Roll Outlaw" (cover dei Rose Tattoo) prodotto da Kevin Beamish, da cui venne girato anche un videoclip. Faranno parte della colonna sonora del film anche W.A.S.P., Megadeth e Steve Vai. L'omonimo Keel (1987), fu probabilmente l'album che riuscì a riscuotere maggior successo visto il cambio di sonorità ancora più morbide e commerciali. Interruppero la collaborazione con Gene Simmons, che sarà sostituito dal noto Michael Wagener, con cui la band mirò ad alleggerire ulteriormente le sonorità, seguendo il filone di heavy metal melodico con atmosfere AOR. Il singolo estratto fu "Somebody's Waiting". Anche in ques'album figurava la partecipazione di Jaime St. James in qualità di corista. Il disco conteneva un brano scritto in collaborazione con il bassista dei Dio Jimmy Bain intitolato "Calm Before the Storm". La traccia irrealizzata del disco, "Proud to Be Loud", scritta da Marc Ferrari, venne in seguito inclusa nell'album dei Pantera intitolato Power Metal, che Ferrari contribuì a produrre nel 1988. A seguito della pubblicazione dell'omonimo, i Keel vennero invitati ad aprire il primo show del tour di Girls Girls Girls dei Mötley Crüe e riuscirono ad aggiudicarsi l'importante ruolo di gruppo spalla ai Bon Jovi in occasione del tour del pluripremiato Slippery When Wet, tuttavia fallirono nel tentativo di conquistare nuovo pubblico. Dopo questa serie di date, Ferrari e Jay delusi dallo scarso successo, abbandonarono la band nel 1988 venendo sostituiti rispettivamente da Scott Warren e Tony Palamucci. Marc Ferrari nel frattempo formò la band "Ferrari", ma presto il cantante del gruppo, Oni Logan lo abbandonò per entrare nei Lynch Mob, gruppo fondato dall'ex chitarrista dei Dokken George Lynch. A causa di problemi legali con l'omonimo marchio italiano produttore di automobili, il nome della band venne cambiato in Cold Sweat. Firmarono per la MCA Records pubblicando l'album Break Out nel 1990. L'anno successivo, dopo lo scioglimento di questo progetto, Ferrari fondò i Medicine Wheel.
I Keel si misero al lavoro per la pubblicazione di un quinto album, e decisero di registrare del materiale suonato in due date live tutto esaurito al Roxy Theatre di Hollywood. L'album Larger than Live (1989), era composto in parte da nuovo materiale ed in parte da quelle esecuzioni live registrate nel 1987. Nell'album sono presenti le reinterpretazioni "Rock and Roll Outlaw" dei Rose Tattoo e "Fool For A Pretty Face" degli Humble Pie. Jaime St. James e Kevin DuBrow, rispettivamente cantanti dei Black 'N Blue e dei Quiet Riot, parteciparono come voci aggiuntive nella reinterpretazione degli Humble Pie. Il nuovo tastierista Scott Warren abbandonò la band poco dopo la registrazione del disco, sostituito da Jesse Bradman, già membro dei Night Ranger, ma anche delle band di Eddie Money e di Aldo Nova. Il dopo la realizzazione del videoclip finale di "Dreams Are Not Enough", Ron decise di sciogliere il gruppo nel 1989.

### Dopo lo scioglimento
Tony Palmucci entrò nei Baton Rouge nel 1991 e pubblicò col gruppo il disco Lights Out on the Playground. Scott Warren raggiungerà i Warrant, poi i Berlin e più tardi i Dio. Ron Keel nel 1989 partecipò ad un progetto composto interamente da ragazze, chiamato "Fair Game". Il gruppo era nato dalle ceneri di un'altra band chiamata No Game, ed era composto dalle chitarriste Tina Listo ed Eve Marie, la batterista Stephanie Leigh e la bassista Janna James. Benché fossero stati attivi nel circuito live, i Fair Game non pubblicarono mai alcun materiale. La Listo, sotto il suo vero nome Tina Wood, raggiunse le Phantom Blue nel 1996. La sorella del batterista dei Mötley Crüe Tommy Lee Athena Bass sostituì Leigh dietro i tamburi prima che il gruppo annunciasse lo scioglimento nel 1992. Nel 2000 emerse una raccolta di materiale registrato dal gruppo per la Metal Mayhem Records, chiamata Beauty & The Beast.
Kenny Chaisson partecipò come corista al debut album dei Tuff What Comes Around Goes Around nel 1991. Dopo questo, Ron Keel si lasciò l'heavy metal alle spalle per un periodo, spostandosi a Nashville ed incidendo un album country come "Ronnie Lee Keel", intitolato "'Western Country". Dopo questo, militò per un periodo nel 1997 nella band giapponese dei Saber Tiger.

### Reunion
Nel luglio 1998 i Keel si riunirono a Phoenix composti da Ron Keel, Bryan Jay, Marc Ferrari, Kenny Chaisson e Dwain Miller per la realizzazione di una raccolta di tracce rare e inedite, tra cui "Reason To Rock", un brano risalente al 1987 che non era mai stato terminato. Il disco, dal titolo di Keel VI : Back in Action, sarà edito nel 1998 per la D-Rock Records. L'album conteneva anche vecchie tracce come "United Nations", "Lay Down the Law" e "Speed Demon" oltre alla reinterpretazione degli Argent "Hold Your Head Up". L'album contiene anche la traccia "Proud to Be Loud", scritta da Ferrari e pensata in origine per far parte del disco omonimo dei Keel (1987). Questo venne poi scartato e Ferrari, in quel periodo collaboratore dei Pantera, assegnò loro il brano che venne inserito nel loro disco Power Metal (1988). Il loro brano "Speed Demon" potrà essere sentito per qualche istante nel film Men in Black II (2002), ed apparirà nella compilation U.S. Metal Vol.IV. L'ex chitarrista Tony Palmucci entrò nella band solista del frontman dei Twisted Sister Dee Snider, con cui pubblicò nel 2000 l'album Never Let the Bastards Wear You Down. Nel 2007 viene pubblicata la raccolta The Ultimate Ron Keel Collection contenente materiale dei Keel, tracce irrealizzate di altri progetti di Ron Keel come i Lust, Saber Tiger e Steeler, e una traccia solista inedita, "Long Time Coming".
I Keel annunciarono ufficialmente una nuova riunione nel novembre 2008, composti da Ron Keel, Marc Ferrari, Bryan Jay, Dwain Miller ed il nuovo bassista Geno Arce, che già era membro degli Iron Horse con Ron Keel. Conclusero successivamente un accordo con la Chavis Records. Il quintetto debuttò live al Club Vodka di Hollywood il 31 gennaio 2009 supportati dai DC4. Il 29 gennaio 2010 uscì l'album Streets of Rock 'N' Roll pubblicato tramite la label italiana Frontiers Records. Il disco, prodotto da Pat Regan (Rainbow, Deep Purple, Mr. Big, Warrant), vede la partecipazione di alcuni ospiti tra cui Jaime St. James dei Black 'N Blue, che già aveva partecipato come corista nei tre dischi precedenti, e Paul Shortino, ex frontman dei Rough Cutt.

## Formazione

### Formazione attuale
- Ron Keel - voce (1984–1989, 1998, 2008-oggi)
- Marc Ferrari - chitarra (1984–1988, 1998, 2008-oggi)
- Bryan Jay - chitarra (1984–1988, 1998, 2008-oggi)
- Geno Arce - basso (2008-oggi)
- Dwain Miller - batteria (1984–1989, 1998, 2008-oggi)

### Ex componenti
- David Michael-Phillips - chitarra (1984)
- Bobby Marks - batteria (1984)
- Fred Coury - batteria (1984)
- Steve Riley - batteria (1984)
- Barry Brant - batteria (1984)
- Tony Palamucci - chitarra (1988–1989)
- Scott Warren - tastiere (1988–1989)
- Jesse Bradman - tastiere (1988)
- Philip Wolfe - tastiere
- Kenny Chaisson - basso (1984–1989, 1998)

## Discografia

### Album in studio
- 1984 - Lay Down the Law
- 1985 - The Right to Rock
- 1986 - The Final Frontier
- 1987 - Keel
- 1989 - Larger than Live [in parte live]
- 2010 - Streets of Rock 'N' Roll

### EP
- 1986 - Tears of Fire (solo )

### Raccolte
- 1998 - Keel VI : Back in Action

### Singoli
- 1985 - Easier Said than Done
- 1985 - The Right to Rock
- 1986 - Because the Night
- 1986 - Raised On Rock
- 1986 - Tears of Fire
- 1986 - The Final Frontier
- 1987 - Somebodys Waiting